# Viktor Szilágyi
Pour les articles homonymes, voir Szilágyi (homonymie).
Viktor Szilágyi, né le 16 septembre 1978 à Budapest en Hongrie, est un handballeur autrichien. Il évolue au poste de demi-centre au Bergischer HC et en équipe nationale d'Autriche.

## Palmarès
compétitions internationales
- vainqueur de la Ligue des champions en 2007
- vainqueur de la Coupe EHF en 2005 et 2009
- vainqueur de la Coupe d'Europe des vainqueurs de coupe en 2010 et 2012

compétitions nationales
- champion d'Allemagne en 2006, 2007 et 2008
- vainqueur de la coupe d'Allemagne en 2007 et 2008
- champion d'Allemagne de deuxième division en 2013

## Statistiques en championnat d'Allemagne
| Saison    | Div.   | Club                   | MJ  | Buts | 7m | Champ |
| --------- | ------ | ---------------------- | --- | ---- | -- | ----- |
| 2000/01   | Div. 1 | TSV Bayer Dormagen     | 022 | 087  | 15 | 072   |
| 2001/02   | Div. 1 | TUSEM Essen            | 034 | 0113 | 34 | 079   |
| 2002/03   | Div. 1 | TUSEM Essen            | 034 | 085  | 0  | 085   |
| 2003/04   | Div. 1 | TUSEM Essen            | 025 | 096  | 02 | 094   |
| 2004/05   | Div. 1 | TUSEM Essen            | 034 | 0137 | 03 | 0134  |
| 2005/06   | Div. 1 | THW Kiel               | 024 | 087  | 0  | 087   |
| 2006/07   | Div. 1 | THW Kiel               | 06  | 05   | 0  | 05    |
| 2007/08   | Div. 1 | THW Kiel               | 030 | 026  | 02 | 024   |
| 2008/09   | Div. 1 | VfL Gummersbach        | 026 | 085  | 15 | 070   |
| 2009/10   | Div. 1 | VfL Gummersbach        | 033 | 0146 | 0  | 0146  |
| 2010/11   | Div. 1 | SG Flensburg-Handewitt | 033 | 079  | 04 | 075   |
| 2011/12   | Div. 1 | SG Flensburg-Handewitt | 027 | 056  | 01 | 055   |
| 2012/13   | Div. 2 | Bergischer HC          | 036 | 0150 | 07 | 0143  |
| 2013/14   | Div. 1 | Bergischer HC          | 034 | 0147 | 06 | 0141  |
| 2000–2014 |        | Total                  | 398 | 1299 | 89 | 1210  |